# Ewald Kislinger
Ewald Kislinger (Steyr, 1956) est un byzantiniste autrichien.

## Biographie
À partir de 1974, il étudie les études byzantines, l'histoire et la philologie classique à l'université de Vienne. En 1982, il achève ses études par un doctorat en études byzantines (également en histoire de l'Europe du Sud-Est). De 1980 à 1981, il est membre du comité d'organisation du XVIe Congrès international d'études byzantines à Vienne. À partir de 1982, il travaille à l'Institut d'études byzantines et néo-grecques de l'Université de Vienne, d'abord comme assistant contractuel, puis comme assistant universitaire à partir de 1992 et, depuis son habilitation (2000) en études byzantines, comme maître de conférences et professeur associé. De 1992 à 2003, il collabore à la bibliographie des nouveautés de la Byzantinische Zeitschrift (pour l'Autriche, l'Italie du Sud et les domaines de la vie quotidienne et de la médecine). De 2007 à 2018, il est rédacteur en chef du Jahrbuch der Österreichischen Byzantinistik. Les recherches de Kislinger portent sur l'histoire des événements, la vie quotidienne, la médecine et la gestion des hôpitaux, ainsi que sur certains aspects de la Sicile byzantine. En 2012, pour ses recherches historiques et archéologiques sur le monastère basilien de San Pietro di Deca (« Conventazzo »), Kislinger reçoit la citoyenneté d'honneur de la municipalité de Torrenova (province de Messine, Italie). Kislinger est marié à la byzantiniste italienne Carolina Cupane.

## Ouvrages
- Gastgewerbe und Beherbergung in frühbyzantinischer Zeit. Diss. masch. Wien 1982.
- (Avec Herbert Hunger, Otto Kresten, Carolina Cupane) : Das Register des Patriarchats von Konstantinopel, II: Edition und Übersetzung der Dokumente aus den Jahren 1337 - 1350 (Corpus Fontium Historiae Byzantinae XIX/2). Wien 1995, 520 S., 13 Abb.
- Regionalgeschichte als Quellenproblem. Die Chronik von Monembasia und das sizilianische Demenna. Eine historisch-topographische Studie (VTIB 8). Wien 2001, 307 S., 21 Abb., 3 Karten.
- Les Chrétiens d’Orient: règles et réalités alimentaires dans le monde byzantin, in : Histoire de l’alimentation, sous la direction de Jean-Louis Flandrin et Massimo Montanari. Paris 1996, S. 325–344.
- (Avec Ott, Susanne Metaxas) : Conventazzo (Torrenova / ME): Archäologie und Geschichte (FWF-Projekt P14977). Bericht über die Aktivitäten 2001–2003. In : Anzeiger der Österreichischen Akademie der Wissenschaften, phil.-hist. Kl. 139 (2004), S. 101–180.
- Graecorum vinum nel millennio bizantino, in : Olio e vino nell’alto medioevo (Settimane di studi sull’alto medioevo LIV). Spoleto 2007, S. 631–670.
- Reisen und Verkehrswege in Byzanz. Realität und Mentalität, Möglichkeiten und Grenzen, in : Proceedings of the 22nd International Congress of Byzantine Studies, Sofia 2011. Volume 1 : Plenary Papers. Sofia 2011, S. 341–387.
- Area Editor (9: Transport, travel, logistics; 13: Medicine) of Brill’s History and Culture of Byzantium. New Pauly, ed. by Falko Daim. Édition en anglais par John Noël Dillon. Leiden – Boston 2019, 574 pp.